# قرار مجلس الأمن التابع للأمم المتحدة رقم 792
قرار مجلس الأمن التابع للأمم المتحدة رقم 792، المعتمد في 30 تشرين الثاني / نوفمبر 1992، بعد الإشارة إلى القرارات 668 (1990)، 717 (1991)، 718 (1991)، 728 (1992)، 745 (1992)، 766 (1992) و783 (1992) في إشارة إلى تقرير الأمين العام بطرس بطرس غالي، اهتم المجلس بالأعمال التحضيرية لانتخابات 1993 في كمبوديا من قبل سلطة الأمم المتحدة الانتقالية في كمبوديا بينما أدان رفض حزب كمبوتشيا الديمقراطية التعاون.
وقرر المجلس أن الأعمال التحضيرية للانتخابات، المقرر إجراؤها في أيار / مايو 1993، ستستمر في جميع مناطق كمبوديا التي كان للسلطة الانتقالية الوصول إليها بشكل كامل وحر في 31 كانون الثاني / يناير 1993، ودعا جميع الأحزاب الكمبودية - فونسينبيك، جبهة التحرير الوطنية الشعبية الخميرية، حزب كمبوتشيا الديمقراطية وحزب دولة كمبوديا، على التعاون مع السلطة الانتقالية وتهيئة بيئة سياسية محايدة لإجراء انتخابات حرة ونزيهة بدون ترهيب أو مضايقة أو عنف سياسي. كما دعا المجلس الوطني الأعلى للاجتماع بشكل دوري برئاسة الأمير نورودوم سيهانوك.
ثم إدان القرار حزب كمبوتشيا الديمقراطية لفشله في الوفاء بالتزاماته، مطالباً إياه بالقيام بذلك بموجب اتفاقيات باريس كما فعل أي طرف آخر. وأشار على وجه التحديد إلى أن يسهل النشر الكامل للسلطة الانتقالية في المناطق الواقعة تحت سيطرته على الفور وأن لا يعيق تسجيل الناخبين في تلك المناطق؛ ولا يعرقل أحزاب سياسية أخرى في المناطق، وأن ينفذ المرحلة الثانية من وقف إطلاق النار بالكامل، خاصة فيما يتعلق بالتجميع والتسريح. كما حث حزب كمبوتشيا الديمقراطية على الانضمام الكامل إلى تنفيذ اتفاقيات باريس بما في ذلك الأحكام الانتخابية وطالب الأمين العام والدول بأن يظلوا منفتحين على الحوار مع حزب كمبوتشيا الديمقراطية لهذا الغرض. وفي هذا الصدد، دعا المجلس أيضًا إلى اتخاذ تدابير بشأن الأطراف التي لا تتعاون مع سلطة الأمم المتحدة الانتقالية في كمبوديا لمنع توريد المنتجات البترولية لتلك الأطراف، وأعلن أنه سينظر في اتخاذ مزيد من التدابير إذا استمر حزب كمبوتشيا الديمقراطية في رفضه للتعاون، بما في ذلك تجميد أصوله المحتفظ بها خارج كمبوديا.
ثم دعا المجلس سلطة الأمم المتحدة الانتقالية في كمبوديا إلى إنشاء جميع نقاط التفتيش الحدودية الضرورية وطلب من الدول التعاون في إنشاء وصيانة نقاط التفتيش. كما أيد قرارًا اتخذه المجلس الوطني الأعلى بفرض حظر على تصدير جذوع الأشجار من كمبوديا من أجل حماية الموارد الطبيعية للبلاد، ودعا جميع الدول، ولا سيما الدول المجاورة، إلى احترام هذا الوقف وطلب من المجلس الوطني الأعلى النظر في إجراء مماثل يتعلق بتصدير المعادن والأحجار الكريمة.
وأخيراً، حث القرار جميع الأطراف على احترام وقف إطلاق النار، واتخاذ تدابير فعالة ضد اللصوصية وتهريب الأسلحة وحماية أفراد السلطة الانتقالية. كما طلب الأمين العام الآثار المترتبة على العملية الانتخابية إذا استمر حزب حزب كمبوتشيا الديمقراطية في رفض التعاون، وتقديم تقرير إلى المجلس بشأن التطورات في موعد أقصاه 15 فبراير 1993. على الرغم من تمرير القرار، لم يتعاون حزب كمبوتشيا الديمقراطية وقتل 13 مواطنًا فيتناميًا في ديسمبر 1992، وهاجم أفراد الأمم المتحدة ورفض خطة الأمم المتحدة للسلام.
تم تبني القرار بأغلبية 14 صوتًا، مع امتناع دولة واحدة عن التصويت من الصين، التي أعربت عن مخاوفها من أن الانتخابات بدون حزب كمبوتشيا الديمقراطية (الخمير الحمر) ستكون «ضارة» بعملية السلام.

## روابط خارجية
- نص القرار في undocs.org